# Jan Zabuda
Jan Zabuda (19. října 1859 Jawiszowice – 1917) byl rakouský politik polské národnosti z Haliče, na přelomu 19. a 20. století poslanec Říšské rady.

## Biografie
Byl synem venkovského hospodáře. Sám v dospělosti převzal hospodářství. Vystudoval národní školu. V roce 1897 se uvádí jako bezdětný vdovec. Od svého mládí patřil k stoupencům kněze Stanisława Stojałowského a byl jeho spolupracovníkem v politické práci.
Byl také poslancem Říšské rady (celostátního parlamentu Předlitavska), kam usedl ve volbách do Říšské rady roku 1897 za kurii venkovských obcí v Haliči, obvod Biala, Żywiec atd. Ve volebním období 1897–1901 se uvádí jako Johann Zabuda, majitel hospodářství, bytem Jawiszowice.
Ve volbách roku 1897 je uváděn jako kandidát tzv. Stojałowského skupiny (politická strana Stronnictwo Chrześcijańsko-Ludowe okolo Stanisława Stojałowského). V září 1898 se uvádí, že Zabuda nemá ve straně pověst spolehlivého poslance a že byl již nucen ke složení mandátu. Ještě během roku 1898 pak ze strany vystoupil, stejně jako další dva poslanci Michał Danielak a Andrzej Szponder.